# 田所さん
『田所さん』（たどころさん）は、TATSUBONによる日本の漫画作品。キルタイムコミュニケーションのウェブコミック配信サイト『コミックヴァルキリー』やニコニコ漫画などで連載。
2018年11月22日、Twitterとpixivにおける創作漫画の投稿を契機に、ストーリーを再構成した上で2019年8月13日から公式連載を開始。2021年12月21日の更新で『コミックヴァルキリー』での掲載が終了となり、話の続きはTATSUBONが自身で公開しているニコニコ漫画で発表される。

## あらすじ
ある日、田所陰子はクラスメイトの二階堂桜子の絵を密かに描いた。しかし、二階堂に露見してしまい、一方で二階堂は田所の絵に興味を持った。それから、二階堂は田所のことを毎日観察しているうちに、恋に目覚めてしまう。二人は下校中に互いに告白し合い、恋人としての生活が始まった。

## 登場人物
田所陰子（たどころ かげこ）
本作の主人公、女子高校生で二階堂のクラスメイト・恋人。学校では地味で消極的だったが、のちに二階堂からヘアピンで髪を調節したことで陽気な性格となる。「インコ」名義で漫画の投稿活動する。二階堂が田所の漫画に感銘を受けたことで二人の恋愛が始まった。
二階堂桜子（にかいどう さくらこ）
田所のクラスメイト・恋人。容姿端麗、頭脳明晰、運動神経が抜群、富豪の女子高校生。「悪口言う人は嫌い」など間違ってると思うことをはっきり言う芯の強い性格。ある日、田所と漫画について会話を重ね、デートを終えた際に互いに告白したことで恋人となる。
桐ケ谷（きりがや）
田所にいじめをする女子高校生。しかし、二階堂に諭され、田所の許しも得たことで田所の味方となる。

## 書誌情報
- TATSUBON『田所さん』キルタイムコミュニケーション〈ヴァルキリーコミックス〉、全4巻
  1. 2020年4月28日発売[書誌 1] ISBN 978-4-7992-1367-4
  2. 2020年10月28日発売[書誌 2] ISBN 978-4-7992-1424-4
  3. 2021年7月8日発売[書誌 3] ISBN 978-4-7992-1519-7
  4. 2022年1月8日発売[書誌 4] ISBN 978-4-7992-1590-6

### 書誌出典
1. ↑  “TATSUBON『田所さん』1巻”.   BOOK WALKER. 2020年11月6日閲覧。
2. ↑  “TATSUBON『田所さん』2巻”.   BOOK WALKER. 2020年11月6日閲覧。
3. ↑  “TATSUBON『田所さん』3巻”.   BOOK WALKER. 2021年7月8日閲覧。
4. ↑  “TATSUBON『田所さん』4巻”.   BOOK WALKER. 2022年1月9日閲覧。